# Shōnan Jun'ai Gumi
Shōnan Jun'ai Gumi (湘南純愛組!?) es un manga japonés escrito e ilustrado por Tōru Fujisawa. Fue reeditado después en una edición de lujo de 15 volúmenes, entre marzo y diciembre de 2000, y en una edición de bolsillo en marzo de 2005.

## Argumento
Trata de las experiencias del dúo "Onibaku" (explosión demoniaca), Eikichi Onizuka y Ryuji Danma, dos jóvenes bosozoku (bandas de motociclistas japoneses), conocidos y temidos por su tenacidad y ferocidad en la lucha. Este estilo de vida, sin embargo, hace que no tengan mucho éxito con el sexo opuesto, de modo que intentan cambiar sus vidas. Mientras se desarrolla la historia conocemos a otros personajes, amigo o enemigos, que se topan con los protagonistas, envolviéndose en locas historias. La obra comenzó siendo cómica, pero progresivamente los contenidos comienzan a mezclar temas más serios y violentos con un humor descarnado, de tipo más bien sexual (el objetivo principal de los protagonistas es dejar de ser vírgenes), muy parecida a la que se puede hallar en la secuela GTO.

## Personajes

### Oni-Baku-gumi y Aliados
Eikichi Onizuka (鬼塚英吉 Onizuka Eikichi?)
- Seiyū: Issei Futamata

Ryuji Danma (弾間龍二 Danma Ryūji?)
- Seiyū: Hideyuki Hori

Toshiyuki Saejima (冴島俊行 Saejima Toshiyuki?)
- Seiyū: Ken Narita

Jun Kamata (鎌田純 Kamata Jun?)
- Seiyū: Nobuyuki Hiyama

Hiroshi Abe (阿部寛 Abe Hiroshi?)
- Seiyū: Masaki Aizawa

Tsuyoshi Tsukai (塚井強 Tsukai Tsuyoshi?)
- Seiyū: Takumi Yamazaki

Makoto Hashiri (走真 Hashiri Makoto?)
- Seiyū: Nobutoshi Hayashi

Katsuyuki Tsumoto (津元克幸 Tsumoto Katsuyuki?)
- Seiyū: Showtaro Morikubo

Yui Itou (伊藤唯 Itō Yui?)
- Seiyū: Hekiru Shiina

Nagisa Nagase (長瀬渚 Nagase Nagisa?)
- Seiyū: Megumi Hayashibara

Yasuo (ヤスオ?)
Saegusa (三草?)
Kitamura (北村?)
Atsushi Honma (あつし Atsushi?)
Shinomi Fujisaki (藤崎志乃美 Fujisaki Shinomi?)
Yoshio Tamaru (田丸善男 Tamaru Yoshio?)

#### Enemigos
Machida (町田?)
- Seiyū: Ikuya Sawaki

Takashi Yokokawa (横川たかし Yokokawa Takashi?)
- Seiyū: Yasunori Matsumoto

Mitsuaki Okubo (大久保光明 Ōkubo Mitsuaki?)
- Seiyū: Hisao Egawa

Junya Akutsu (阿久津淳也 Akutsu Jun'ya?)
- Seiyū: Takehito Koyasu

Toshiki Kamishima (神島俊生 Kamishima Toshiki?)
- Seiyū: Yasunori Matsumoto

Joey (ジョーイ Jōi?)
Fumiya Shindoji (神堂寺郁也 Shindōji Fumiya?)
Akira Takezawa (武沢明 Takezawa Akira?)
Natsuki Smith-Mizuki (水樹・スミス・夏希?)
Nakagaki (中垣?)
Mauchi (真内?)

#### Otros Personajes
Ayumi Murakoshi (村越鮎美 Murakoshi Ayumi?)
- Seiyū: Hiromi Tsuru

Mariko Izumo (出雲真理子 Izumo Mariko?)
- Seiyū: Masako Katsuki

Nao Kadena (嘉手納南風 Kadena Nao?)
- Seiyū: Kawagiko Ritsu

Masami Sato (佐藤昌美 Sato Masami?)
- Seiyū: Tetsuya Iwanaga

Kunito Nakajo (仲条國士 Nakajō Kunito?)
- Seiyū: Toshiyuki Morikawa

Yoshiaki Asakura (朝倉良明 Asakura Yoshiaki?)
- Seiyū: Hiro Yūki

Aina Yarita
- Seiyū: Junko Asami

Momoko Shirayuri
- Seiyū: Yumi Tōma

Yuna
- Seiyū: Michiko Neya

Natsumi
- Seiyū: Wakana Yamazaki

Yoko Danma
- Seiyū: Yuka Koyama

## Lanzamiento

### Manga
En este manga, que consta de 31 Volúmenes de 9 capítulos cada uno, publicados entre marzo de 1991 y diciembre de 1996; aparece originalmente el personaje de Eikichi Onizuka, que reaparecería unos años más tarde con el exitoso Great Teacher Onizuka (o mejor conocido como GTO), en su fase escolar superior, donde transcurre el manga en su totalidad. Una precuela a esta serie se editó después de GTO, Bad Company, que narra como se conocieron Onizuka y Ryuji Danma.

### Anime
A principios de los 90 se publicaron también cinco videos (OVAs) en formato VHS, que básicamente seguían la historia del manga. Bajo el mismo título se crearon también algunas series y películas en Japón de tipo live motion.